# Wereldkampioenschappen rodelen 2007
De wereldkampioenschappen rodelen in 2007 werden van 2 tot en met 4 februari gehouden in het Oostenrijkse Igls. Het was de 39e editie van het rodeltoernooi dat jaarlijks wordt gehouden, behalve in een Olympisch jaar. Duitsland won alle vier de onderdelen, terwijl het in totaal beslag legde op 7 van de 12 medailles.

## Landenwedstrijd
Aan de landenwedstrijd namen 13 landen deel. De vier Duitsers wonnen elk hun onderdeel tijdens deze wedstrijd en werden daarmee overtuigend wereldkampioen voor Italië en Oostenrijk. Canada werd gediskwalificeerd.
| Plaats | Land             | Rodelaars                                                                   | Tijd     |
| ------ | ---------------- | --------------------------------------------------------------------------- | -------- |
| 1.     | Duitsland        | Silke Kraushaar-Pielach - Patric Leitner - Alexander Resch - David Möller   | 2:09.159 |
| 2.     | Italië           | Christian Oberstolz - Patrick Gruber - Sandra Gasparini - Armin Zöggeler    | 2:09.841 |
| 3.     | Oostenrijk       | Peter Penz - Georg Fischler - Nina Reithmayer - Daniel Pfister              | 2:09.982 |
| 4.     | Verenigde Staten | Mark Grimmette - Brian Martin - Erin Hamlin - Tony Benshoof                 | 2:10.160 |
| 5.     | Rusland          | Michail Kuzmitsch - Juri Weselow - Alexandra Rodionowa - Albert Demtschenko | 2:10.510 |
| 6.     | Letland          | Juris Šics - Andris Šics - Maija Tiruma - Mārtiņš Rubenis                   | 2:11.196 |
| 7.     | Slowakije        | Miroslav Horvath - Jozef Kuchar - Veronika Sabolova - Jozef Ninis           | 2:11.863 |
| 8.     | Japan            | Takahisa Oguchi - Masaki Toshiro - Madoka Harada - Shigeaki Ushijima        | 2:11.893 |
| 9.     | Tsjechië         | Lukas Broz - Antonin Broz - Petra Kaprasova - Ondrej Hymann                 | 2:12.072 |
| 10.    | Polen            | Marcin Piekarski - Grzegorz Piekarski - Ewelina Staszulonek - ?             | 2:12.144 |

## Mannen

### Individueel
53 rodelaars namen deel aan de wedstrijd. Op basis van de prestaties gedurende het seizoen werd een spannende strijd om de wereldtitel verwacht tussen de Italiaan Armin Zöggeler, regerend kampioen en leider in de stand om de wereldbeker, en de Duitser David Möller. De overwinning ging nipt naar de Duitser. De voor België uitkomende Manfred Heinzelmaier eindigde op de 42e plaats.
| Plaats | Rodelaar           | Land | Tijd     |
| ------ | ------------------ | ---- | -------- |
| 1.     | David Möller       | GER  | 1:38.052 |
| 2.     | Armin Zöggeler     | ITA  | + 0.007  |
| 3.     | Jan Eichhorn       | GER  | + 0.111  |
| 4.     | Albert Demtschenko | RUS  | + 0.423  |
| 5.     | Stefan Höhener     | SUI  | + 0.465  |
| 6.     | Reinhold Rainer    | ITA  | + 0.478  |
| 7.     | Mārtiņš Rubenis    | LAT  | + 0.492  |
| 8.     | Viktor Kneib       | RUS  | + 0.676  |
| 9.     | Felix Loch         | GER  | + 0.694  |
| 10.    | Wilfried Huber     | ITA  | + 0.726  |

### Dubbel
Zesentwintig teams gingen van start bij de dubbel.
| Plaats | Rodelaars                                   | Land | Tijd     |
| ------ | ------------------------------------------- | ---- | -------- |
| 1.     | Patric Leitner - Alexander Resch            | GER  | 1:19.285 |
| 2.     | Markus Schiegl - Tobias Schiegl             | AUT  | + 0.116  |
| 3.     | Mark Grimmette - Brian Martin               | USA  | + 0.215  |
| 4.     | Andreas Linger - Wolfgang Linger            | AUT  | + 0.244  |
| 5.     | Christian Oberstolz - Patrick Gruber        | ITA  | + 0.248  |
| 6.     | Gerhard Plankensteiner - Oswald Haselrieder | ITA  | + 0.264  |
| 7.     | André Florschütz - Torsten Wustlich         | GER  | + 0.355  |
| 8.     | Peter Penz - Georg Fischler                 | AUT  | + 0.381  |
| 9.     | Tobias Wendl - Tobias Arlt                  | GER  | + 0.407  |
| 10.    | Juris Šics - Andris Šics                    | LAT  | + 0.488  |

## Vrouwen
Bij de vrouwen verschenen 36 deelnemers aan de start.
| Plaats | Rodelaar                | Land | Tijd     |
| ------ | ----------------------- | ---- | -------- |
| 1.     | Tatjana Hüfner          | GER  | 1:19.808 |
| 2.     | Anke Wischnewski        | GER  | + 0.140  |
| 3.     | Silke Kraushaar-Pielach | GER  | + 0.172  |
| 4.     | Natalie Geisenberger    | GER  | + 0.284  |
| 5.     | Erin Hamlin             | USA  | + 0.321  |
| 6.     | Natalja Jakuschenko     | UKR  | + 0.478  |
| 7.     | Nina Reithmayer         | AUT  | + 0.484  |
| 8.     | Julia Clukey            | USA  | + 0.667  |
| 9.     | Ashley Hayden           | USA  | + 0.696  |
| 10.    | Lilia Ludan             | UKR  | + 0.727  |

## Medailleklassement
| Plaats | Land             | Goud | Zilver | Brons | Totaal |
| ------ | ---------------- | ---- | ------ | ----- | ------ |
| 1      | Duitsland        | 4    | 1      | 2     | 7      |
| 2      | Italië           | 0    | 2      | 0     | 2      |
| 3      | Oostenrijk       | 0    | 1      | 1     | 2      |
| 4      | Verenigde Staten | 0    | 0      | 1     | 1      |

1955 ·
1957 ·
1958 ·
1959 ·
1960 ·
1961 ·
1962 ·
1963 ·
1965 ·
1967 ·
1969 ·
1970 ·
1971 ·
1973 ·
1974 ·
1975 ·
1977 ·
1978 ·
1979 ·
1981 ·
1983 ·
1985 ·
1987 ·
1989 ·
1990 ·
1991 ·
1993 ·
1995 ·
1996 ·
1997 ·
1999 ·
2000 ·
2001 ·
2003 ·
2004 ·
2005 ·
2007 ·
2008 ·
2009 ·
2011 ·
2012 ·
2013 ·
2015 ·
2016 ·
2017 ·
2019 ·
2020 ·
2021 ·
2023 ·
2024 ·
2025 
Lijst van wereldkampioenen rodelen